# Acalolepta breviscapa
Acalolepta breviscapa là một loài bọ cánh cứng trong họ Cerambycidae.